# نهر يمتسا

خريطة حوض دفينا الشمالي. يظهر نهر يمتسا على الخريطة

يمتسا أو يومتسا ((بالروسية:  Емца، Ёмца)‏) هو نهر يقع في مقاطعة بليسيتسكي ومقاطعة خولموغورسكي وفي مدينة ميرني (أوبلاست أرخانغلسك) من أوبلاست أرخانغلسك في روسيا. هو أحد روافد نهر دفينا الشمالي اليسرى. يبلغ طوله 188 كيلومتر (117 ميل) ومساحة حوضه 14,100 كيلومتر مربع (5,400 ميل2). روافده الرئيسية هي نهر ميخرينغا (يمين) ونهر تيوغرا (يسار) ونهر فايموغا (يسار) ونهر تشاتشا الكبير (يمين).
يحتل حوض نهر يمتسا المنطقة الشرقية من مقاطعة بليسيتسكي، والجزء الجنوبي لمقاطعة خولموغورسكي، وبعض مناطق الأجزاء الشمالية من مقاطعة بياندومسكي ومقاطعة شينكورسكي. إضافة لذلك، فإن الأراضي التابعة لمدينة ميرني تقع بالكامل ضمن حدود نهر يمتسا.
ينبع نهر يمتسا من مقاطعة بليسيتسكي شمال غرب منطقة بليسيتسكا على بعد بضع كيلومترات شرق نهر أونيغا (التي لا تنتمي لحوض دفينا الشمالي). يتدفق يمتسا إلى الشمال الشرقي. تقع المنطقة المأهولة «سافينسكي» على الضفة اليمنى للنهر. يعبر نهر يمتسا إلى أراضي بلدة ميرني، ومنها إلى مقاطعة خولموغورسكي يحيث يتفرع رافده نهر ميخرينغا.
الجزء السفلي من مجرى النهر (أسفل مجرى نهر يميتسك) صالح للملاحة بطول 10 كيلومتر (6 ميل).